# Citipati
A Citipati (a szanszkrit eredetű név jelentése 'halotti máglya úr') az oviraptorida theropoda dinoszauruszok egyik neme, amely a késő kréta korban élt a mai Mongólia területén (a Djadokhta-formációban, Ukhaa Tolgodnál, a Góbi-sivatagban). A számos jó állapotban megőrződött csontváznak köszönhetően, melyek között a tojásaikon, költő helyzetben ülő példányok is találhatók, az egyik legjobban ismert oviraptoridának számít. A fészkelő egyedek segítenek a röpképtelen dinoszauruszok és a madarak közötti kapcsolat megszilárdításában.
Típusfajáról, a Citipati osmolskae-ről, James M. Clark, Mark Norell és Rinchen Barsbold készített leírást 2001-ben. Egy második, még névtelen faja is ismertté vált. A Citipatit gyakran összetévesztik a hozzá hasonló Oviraptorral.

## Anatómia

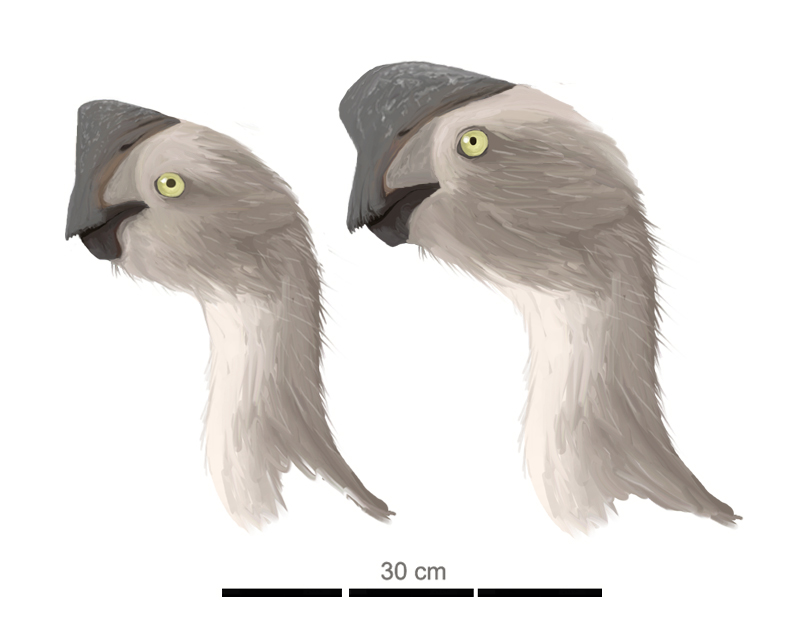
Citipati osmolskae és a Citipati sp. méretének összehasonlítása

A legnagyobb Citipati emuméretű volt, a hossza nagyjából elérte a 3 métert és a Gigantoraptor 2007-ben készült leírásáig a legnagyobb ismert oviraptoridának számított. A Citipati más oviraptoridákhoz hasonlóan szokatlanul hosszú nyakkal és a legtöbb theropodáéhoz mérten megrövidült farokkal rendelkezett. A koponyája rendkívül röviddé és nagymértékben pneumatizálttá vált (a csontszerkezetében nyílások helyezkedtek el), továbbá egy fogatlan, kemény csőrben végződött. A Citipati talán legegyedibb jellemzője a magas fejdísz volt, ami felszínesen hasonlított a modern kazuáréra. A fejdísz a típusfajnál, a C. osmolskae-nél aránylag alacsony volt, a nemhez kapcsolt másik, még fajnév nélküli (C. sp. címkével ellátott) példánynál pedig valamivel magasabbra nőtt.

### CitipativagyOviraptor?

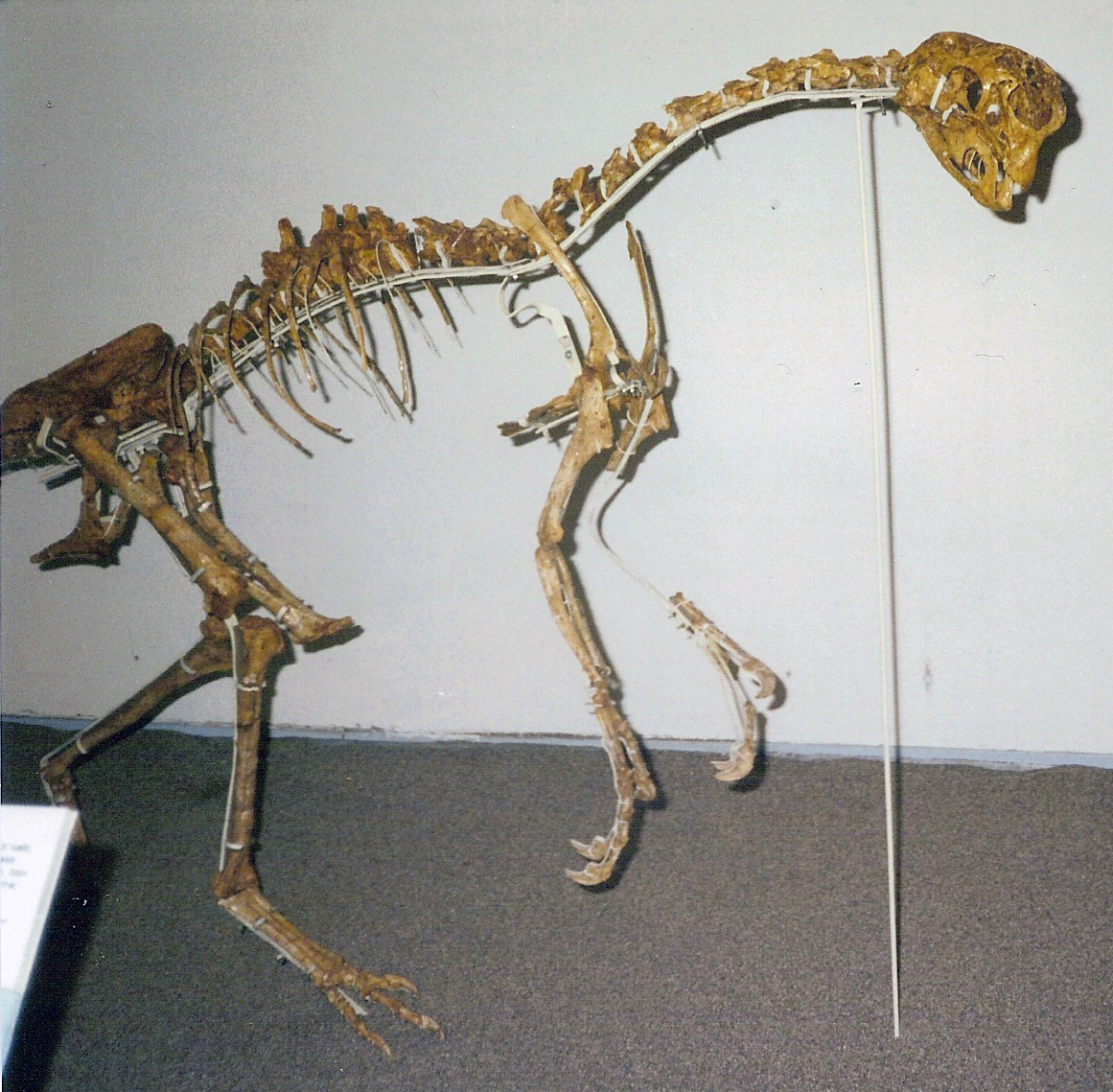
A Citipati sp. (az IGM 100/42 jelzésű lelet) felállított csontváza a koppenhágai Experimentariumban

Mivel az Oviraptor típusfajának koponyája rossz állapotban és összenyomódva őrződött meg, egy másik oviraptorida példány (az IGM vagy GIN 100/42 jelzésű lelet) vált e dinoszaurusz ábrázolásainak alanyává, amely a tudományos cikkekben Oviraptor philoceratops néven tűnt fel. Azonban az egyedi külsejű, magas fejdíszű faj több közös jellemzővel rendelkezett a Citipatival, mint az Oviraptorral, ezért a további kutatástól függően lehet, hogy a Citipati második fajává vagy egy teljesen külön nem tagjává válik. Emellett a fészkelő oviraptorida példányok nagy figyelmet váltottak ki, még azelőtt, mielőtt a Citipatihoz kapcsolták volna azokat. Amíg rendszerint egyszerűen „oviraptoridákként” említik ezeket a leleteket, összetéveszthetők maradnak az Oviraptorral. A tény, hogy az első Oviraptor példányra fészkelő helyzetben találtak rá, tovább növeli a zavart. A helyzet az, hogy a legtöbb népszerű Oviraptor illusztráción valójában a Citipati látható, és az Oviraptor jelenleg elérhető leletanyaga túl töredékes a megbízható rekonstrukció elkészítéséhez.

### Név
A Citipati név a szanszkrit citi, 'halotti máglya' és pati 'úr' szavak összetételéből származik. A tibeti buddhista folklórban, a citipati két szerzetes volt, akiket egy tolvaj lefejezett, miközben mélyen meditáltak. A citipatit gyakran egy pár táncoló, lángoktól körülvett csontvázként ábrázolják, ezért használták fel a nevet a rendkívül jó állapotban megőrződött oviraptorida csontvázak elnevezésére. A Citipati típusfaját, a C. osmolskae-t James M. Clark és szerzőtársai nevezték el az oviraptoridákkal és egyéb mongóliai theropodákkal kiemelten foglalkozó neves őslénykutató, Halszka Osmólska tiszteletére.

## Ősbiológia

### Fészkelés, tojások, és embriók
Legalább négy Citipati példányt találtak meg költő helyzetben, melyek közül a leghíresebb egy nagyméretű, 1995-ben (név nélkül) bejelentett, 1999-ben leírt és 2001-ben a Citipati nemhez kapcsolt egyed, amely a „Big Mamma” („Nagy Anyuka”) becenevet kapta. Valamennyi fészkelő egyed a tojások felett helyezkedett el, lábait szimmetrikusan a fészek két oldalánál tartva, mellső lábaival lefedve a fészek peremét. Ez a költő helyzet, ami a mai madaraknál is megtalálható, a madarak és a theropoda dinoszauruszok közötti viselkedési kapcsolatra utal. A Citipati fészkelő helyzete azt az elméletet is támogatja, ami szerint ez az állat más oviraptoridákkal együtt tollas mellső lábakkal rendelkezett. Bár a „karok” kinyúltak a fészek pereme felé, a tojások többségét a test nem fedhette be, hacsak nem volt rajta valamilyen tollakból álló kiterjedt kültakaró.

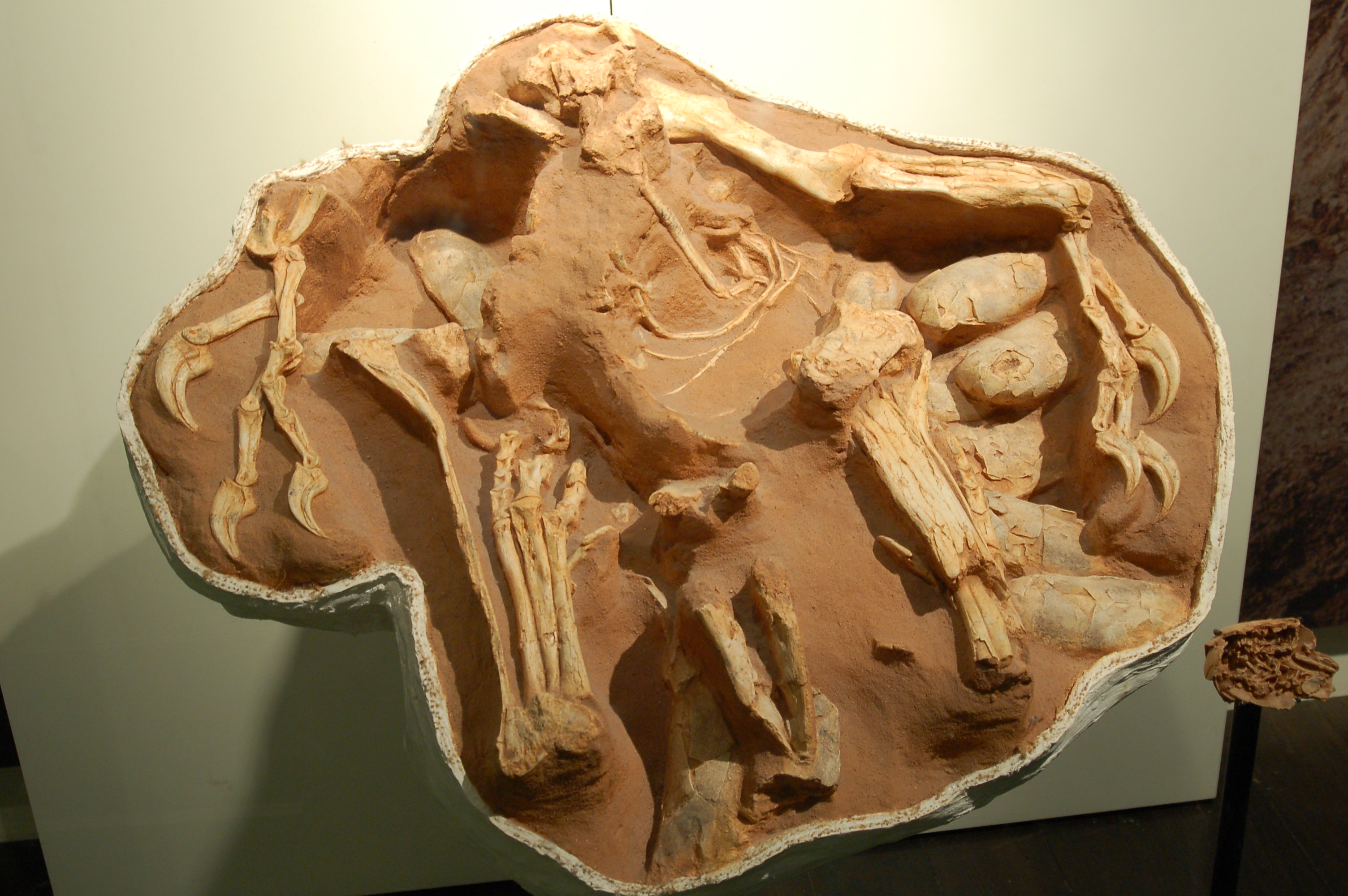
Egy fészkelő Citipati osmolskae példány az Amerikai Természetrajzi Múzeumban (American Museum of Natural History)

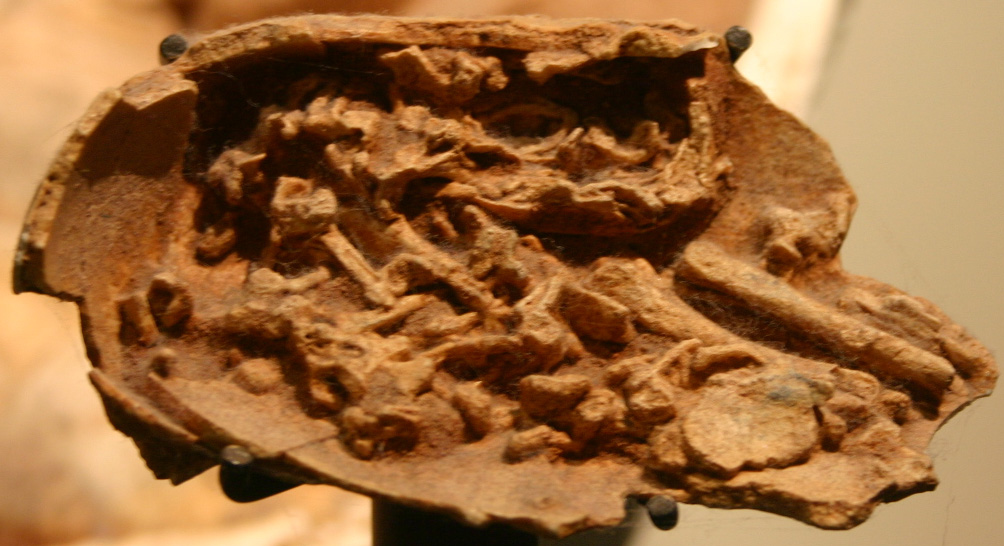
A Citipati osmolskae tojása a megőrződött embrióval, az Amerikai Természetrajzi Múzeumban

Bár a fosszilizálódott dinoszaurusz tojások ritkák a Citipati és az oviraptoridák tojásai szokványosak és aránylag jól ismertek. A négy ismert fészkelő példány mellett tucatnyi különálló oviraptorida fészek került elő a Góbi-sivatagban. A Citipati tojások megnyúlt ovális alakúak, a mintázatukat és a héjszerkezetüket illetően pedig a futómadarak tojásaira hasonlítanak. A Citipati fészkében a tojások koncentrikus körökben, három rétegben helyezkedtek el, és egy teljes fészekben nagyjából 22 tojás lehetett. A Citipati tojásai 18 centiméteres hosszukkal a legnagyobb ismert oviraptorida tojások. Az Oviraptor tojásai csak 14 centiméteres hosszt értek el.
Az oviraptoridák a nevüket (melynek jelentése „tojásrabló”) ironikus módon a hozzájuk kapcsolódó tojásokról kapták. Az első oviraptorida (Oviraptor) tojásokat a ceratopsia dinoszauruszok közé tartozó Protoceratops közelében találták meg, ezért arra következtettek, hogy az oviraptoridák a ceratopsiák tojásaival táplálkoztak. A tévedés csak 1993-ban derült ki, amikor egy Citipati embriót fedeztek fel az egyik Protoceratopsénak hitt tojásban. Mark Norell és szerzőtársai, akik felismerték, hogy az embrió egy oviraptorida, a leletet 2001-ben a premaxilla (a felső állcsont elején levő csontszerkezet) függőleges helyzete alapján a Citipatihoz kapcsolták, mivel ez a tulajdonság csak erre a nemre jellemző. Az embriót tartalmazó tojás, alig 12 centiméteres hosszával kisebb volt a legtöbb ismert Citipati tojásnál, bár részben erodálódott és három darabra tört, ami megnehezíti az eredeti méretére vonatkozó pontos becslés elvégzését. Egyébiránt ez a tojás, melynek héjszerkezete megegyezett a többi oviraptorida tojáséval egy különálló és szintén körkörös elrendezésű fészekből került elő. Ehhez a fészekhez két azonosítatlan theropoda koponya is tartozik.

## Fordítás
- Ez a szócikk részben vagy egészben a Citipati című angol Wikipédia-szócikk ezen változatának fordításán alapul.  Az eredeti cikk szerkesztőit annak laptörténete sorolja fel. Ez a jelzés csupán a megfogalmazás eredetét és a szerzői jogokat jelzi, nem szolgál a cikkben szereplő információk forrásmegjelöléseként.